# ۱۱۸۴ (قمری)
۱۱۸۴ (قمری)، هزار و صد و هشتاد و چهارمین سال در گاهشماری هجری قمری است. اول محرم این سال برابر با بیست و هفتم آوریل سال ۱۷۷۰ میلادی است.

## رویدادها
- مرمت مسجد کیزیمکازی (مسجد فاطمه زهرا، قدیمی‌ترین مسجد دایر در زنگبار و شرق آفریقا)[۱]
- مرمت مسجد جامع ارومیه به دستور رضا قلی‌خان بیگلربیگی ایل افشار و حاکم ارومیه.[۲]